# Electric Peak
Der Electric Peak ist mit einer Höhe von 3341 m der höchste Berg der Gallatin Range im Süden des US-Bundesstaates Montana. Er liegt unmittelbar nördlich der Grenze zu Wyoming im nördlichen Teil des Yellowstone-Nationalparks. Die erste bekannte Besteigung erfolgte 1872 im Rahmen der Hayden-Expedition durch Henry Gannett.

## Lage
Der Electric Peak erhebt sich im zentralen Teil der Gallatin Range, im äußersten Süden des Bundesstaates Montana. Er liegt nur rund 300 Meter nördlich der Grenze zum Bundesstaat Wyoming und dominiert mit seiner Höhe weite Teile der näheren Umgebung. Südwestlich des Berges erheben sich Joseph Peak und Gray Peak, Sepulcher Mountain und Clagett Butte liegen, durch das Tal des Gardner River getrennt, im Osten. Mammoth Hot Springs liegt ungefähr 12 km entfernt im Osten des Berges. Mit einer Schartenhöhe von über 1000 Metern und der daraus resultierenden Dominanz wird er häufig für den höchsten Gipfel des Yellowstone-Nationalparks gehalten. In Wahrheit sind aber der Eagle Peak sowie weitere Gipfel in der Absaroka Range höher.

## Geschichte
Während der Hayden-Expedition in das Gebiet des heutigen Yellowstone-Nationalparks im Jahr 1872 führte Henry Gannett zusammen mit anderen die Erstbesteigung des Berges durch. Beim Erreichen des Gipfels wurden sie beinahe von einem Blitz getroffen, infolgedessen nannten sie den Berg Electric Peak.

## Besteigung
Die Besteigung des Electric Peak kann theoretisch an einem Tag durchgeführt werden, normalerweise wird sie aber auf mehrere Tage verteilt. Die Normalroute startet in der Nähe von Mammoth Hot Springs und verläuft über den Sportsman Lake Trail bis in die Nähe des Gipfels.

## Galerie

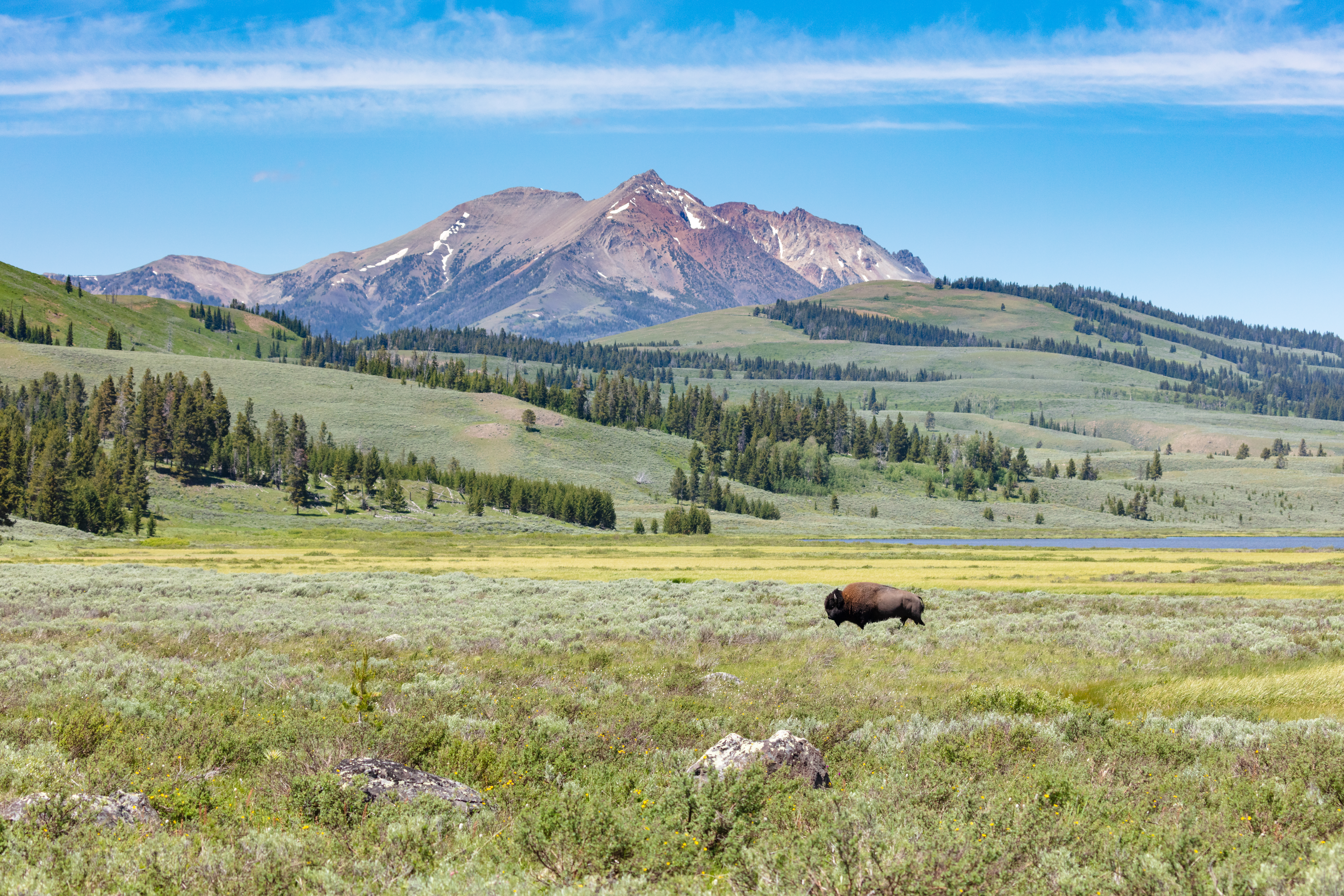
Bison in den Swan Lake Flats, im Hintergrund der Electric Peak
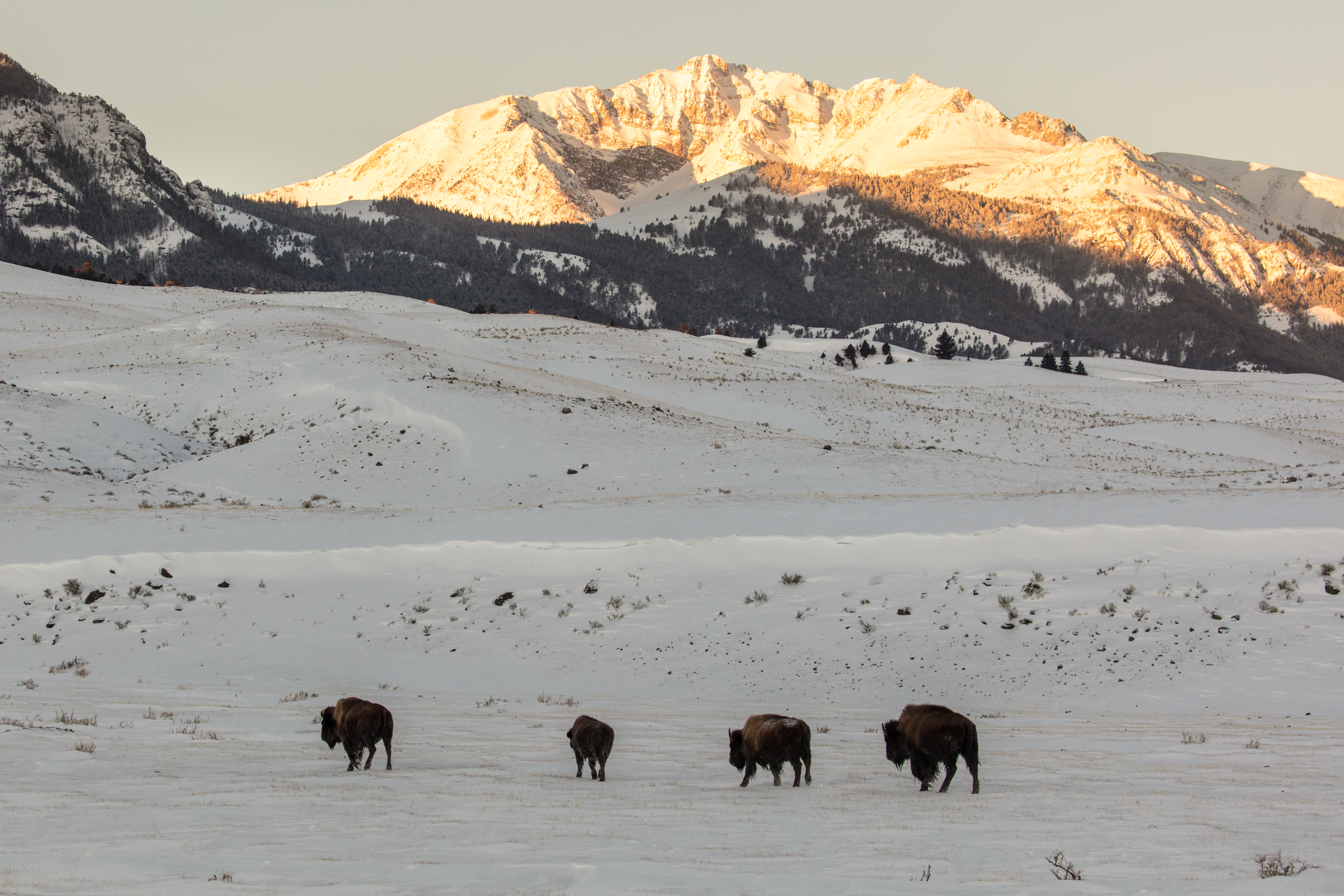
Electric Peak bei Sonnenaufgang
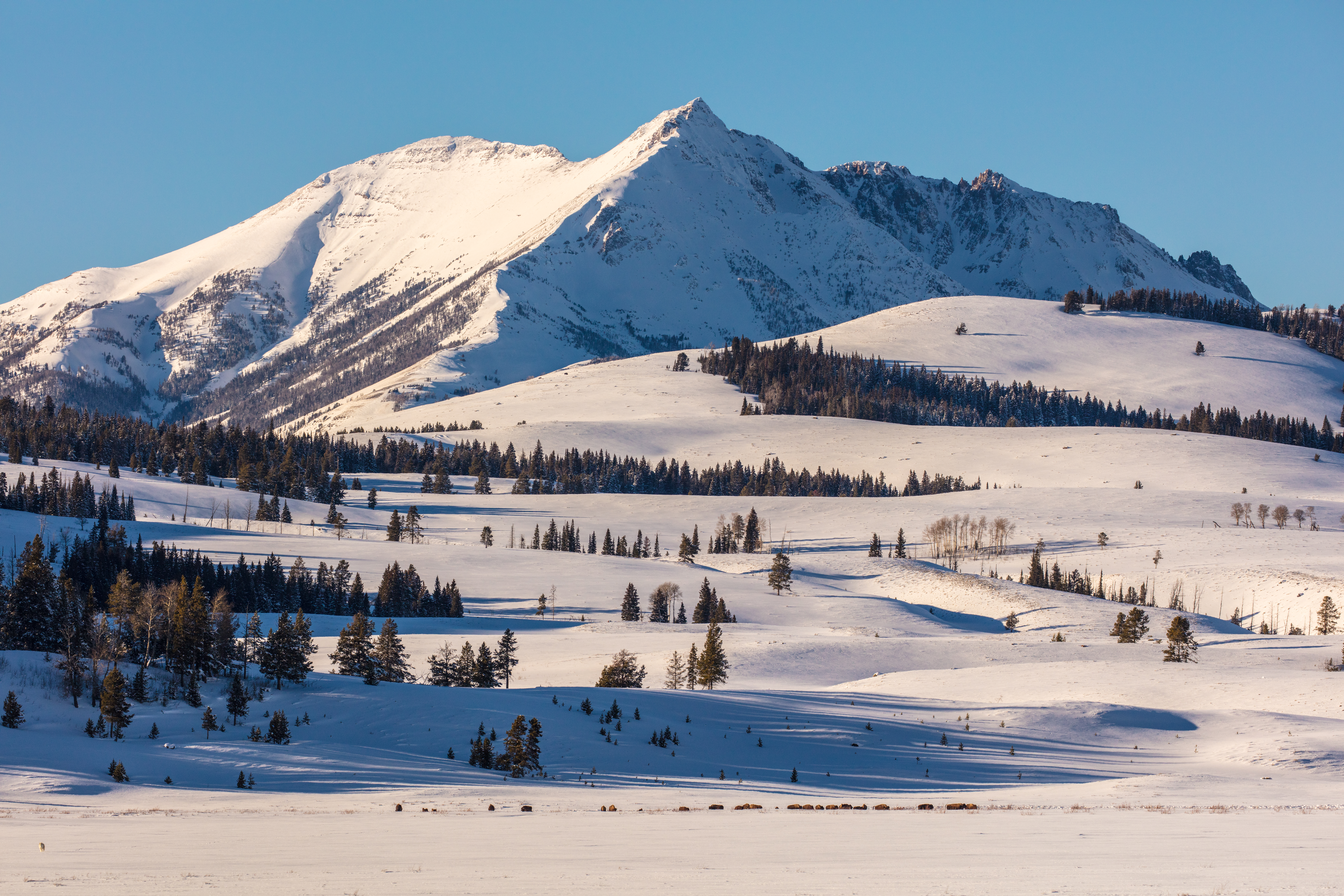
Electric Peak
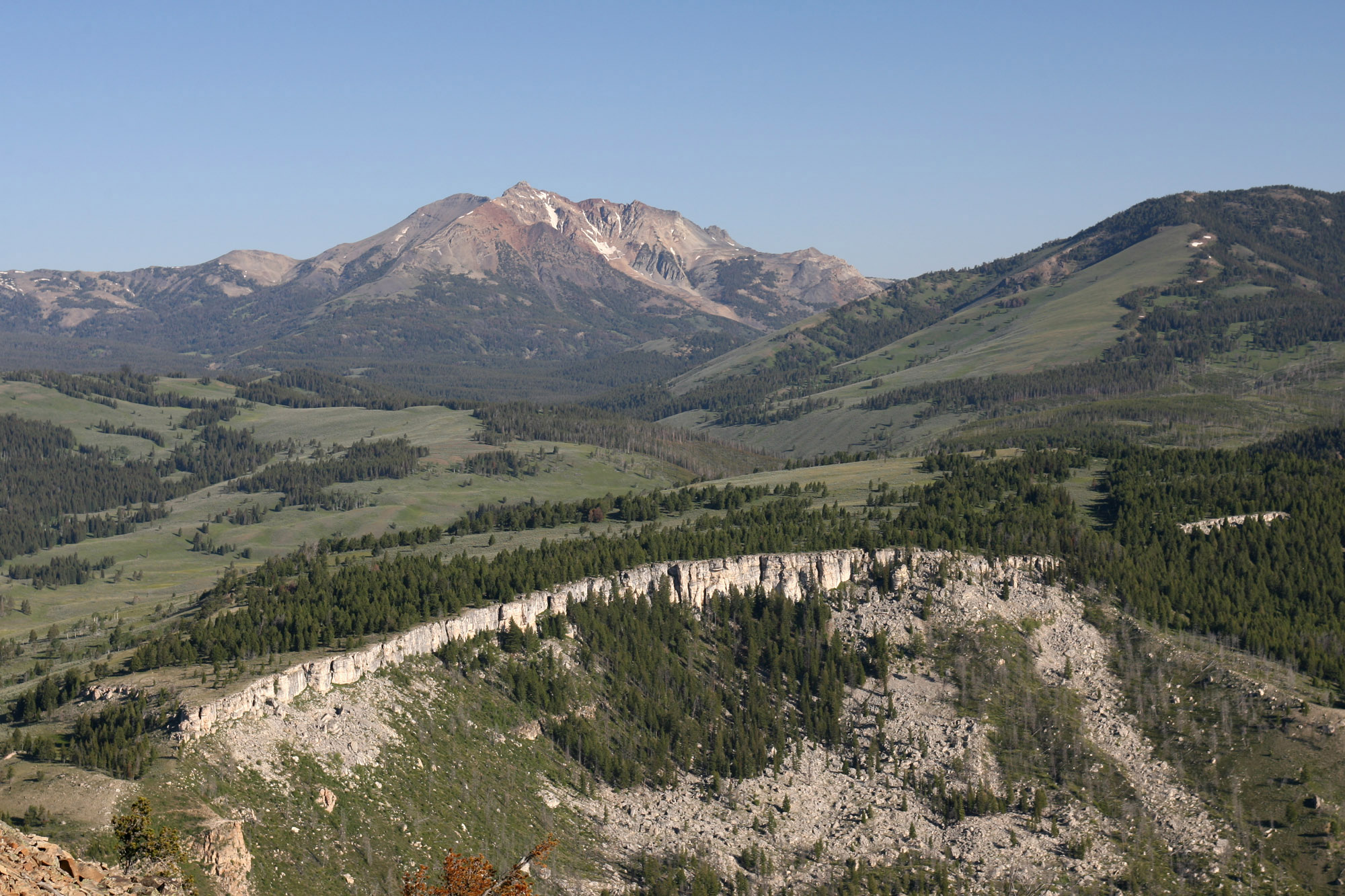
Electric Peak (Mitte) und Sepulcher Mountain (rechts), gesehen vom Bunsen Peak
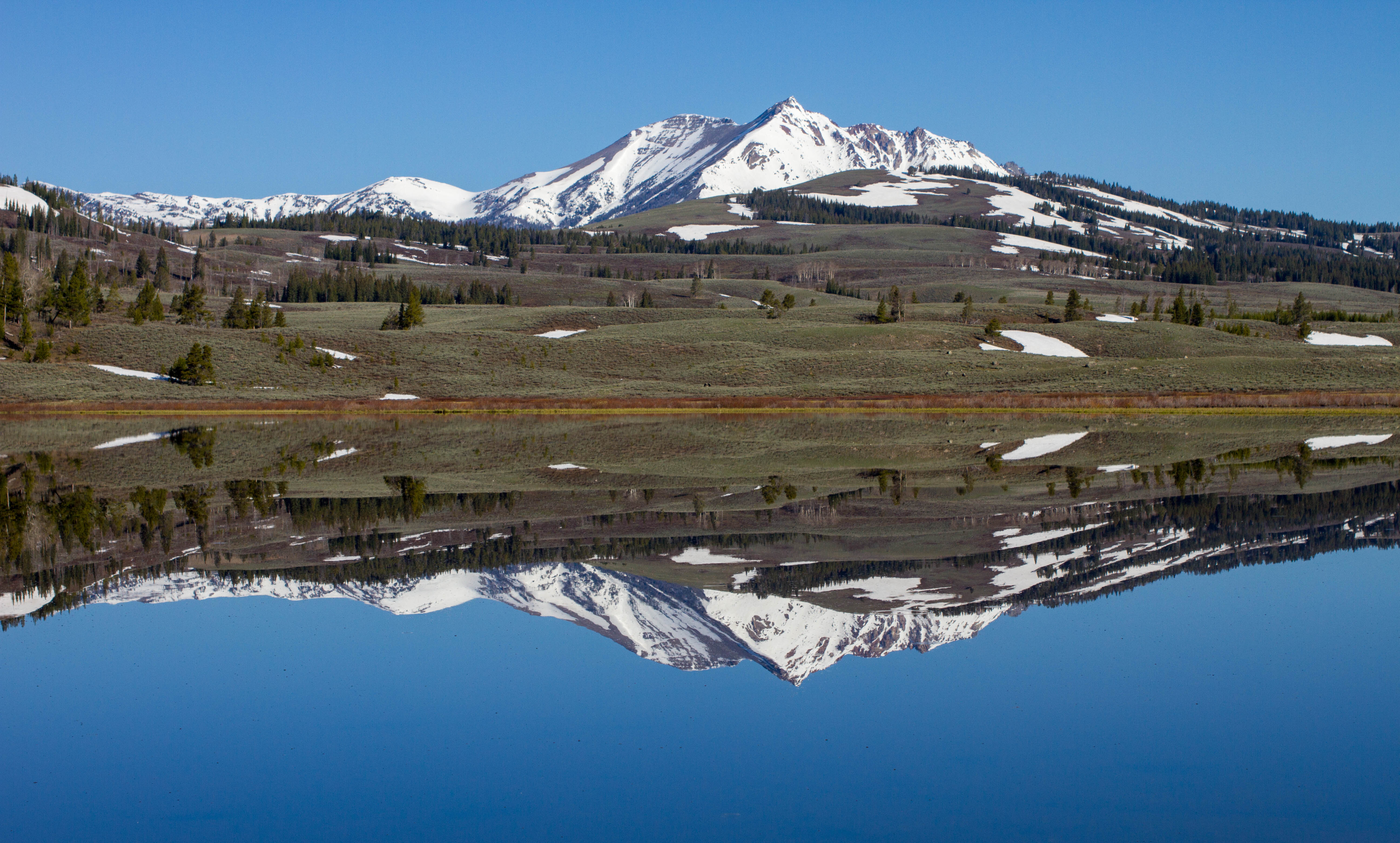
Spiegelung des Electric Peak im Swan Lake
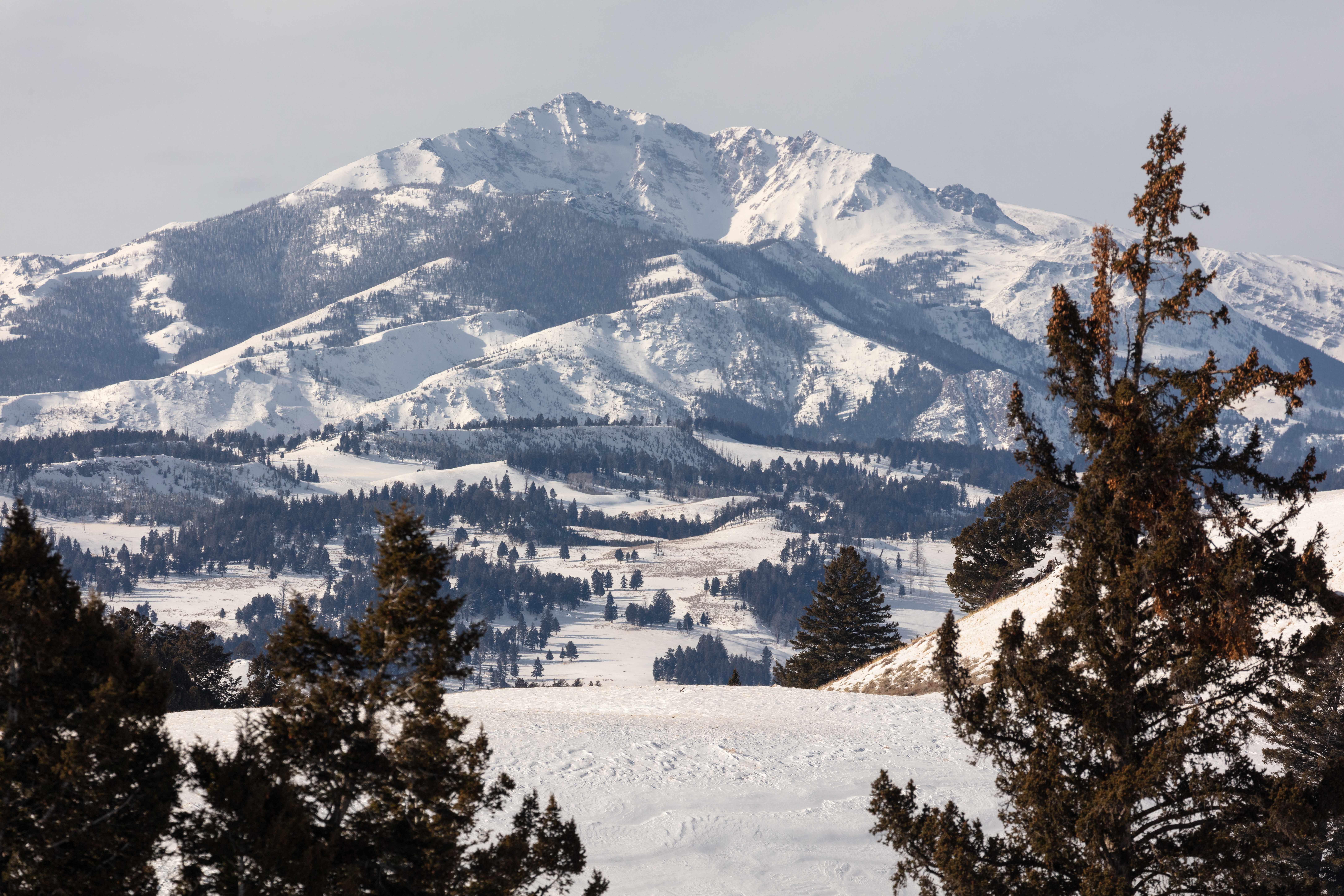
Electric Peak vom Blacktail Plateau
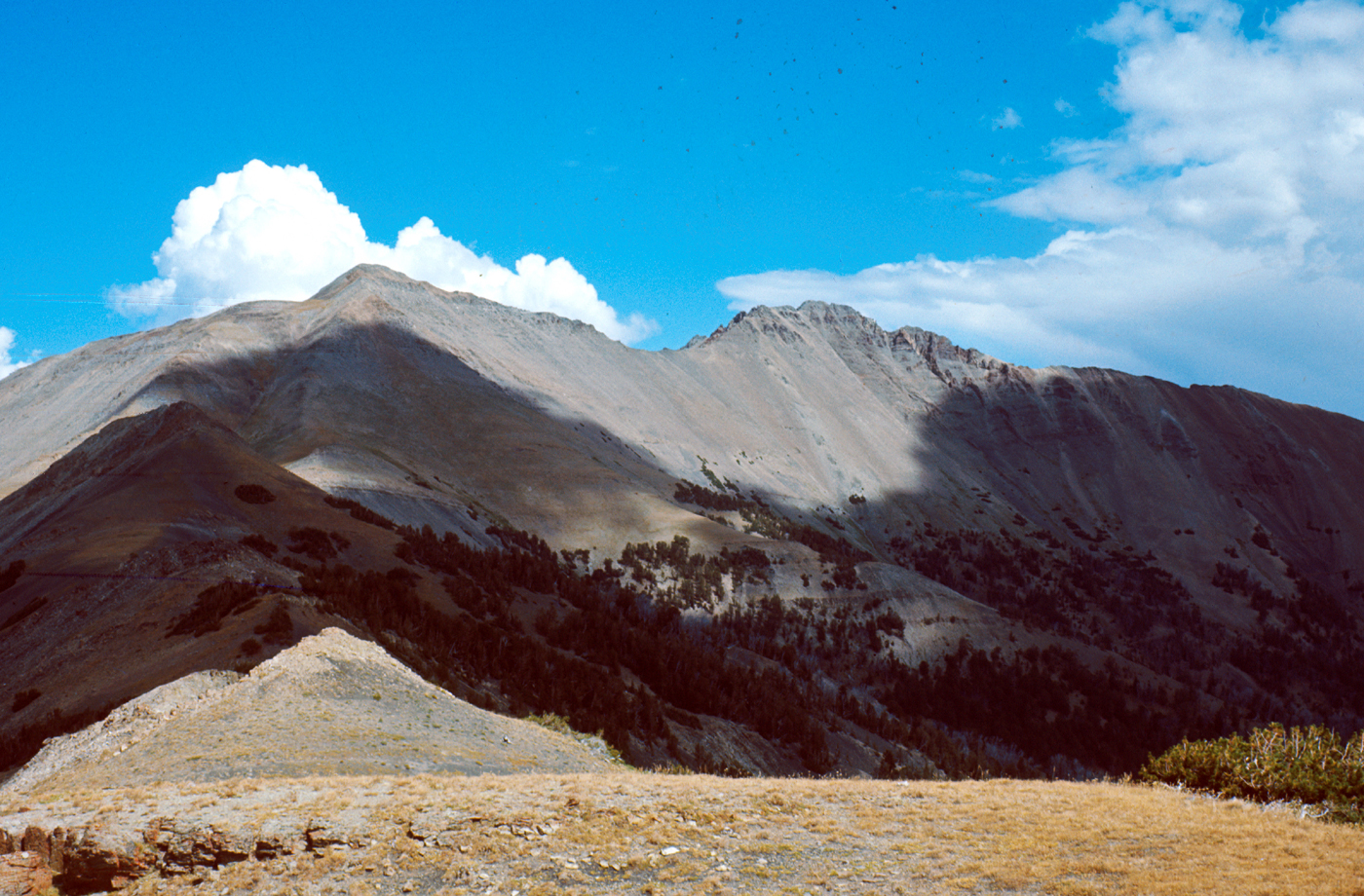
Electric Peak, 1967
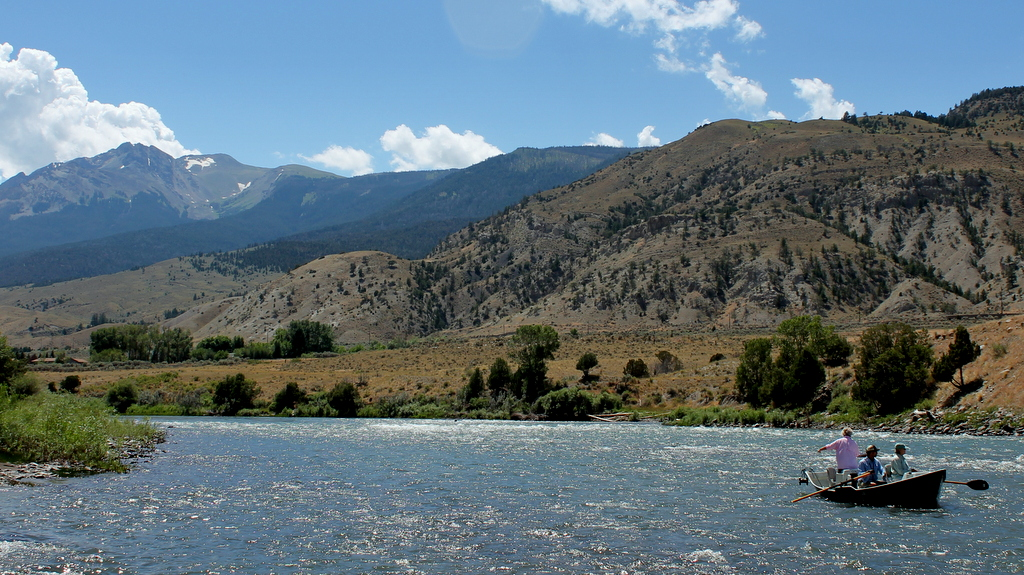
Fliegenfischer auf dem Yellowstone River, Electric Peak im Hintergrund
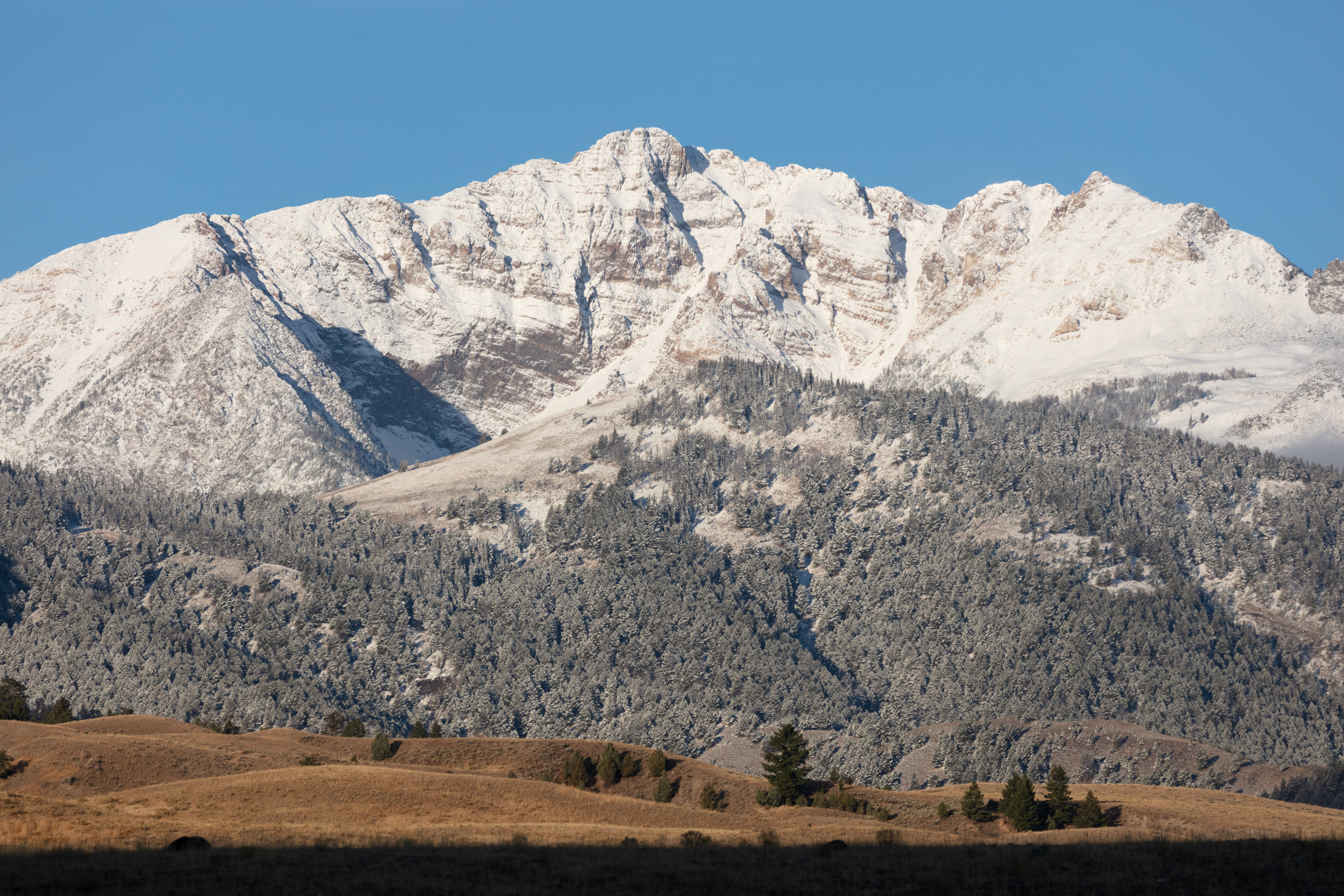
Neuschnee auf dem Electric Peak im Herbst
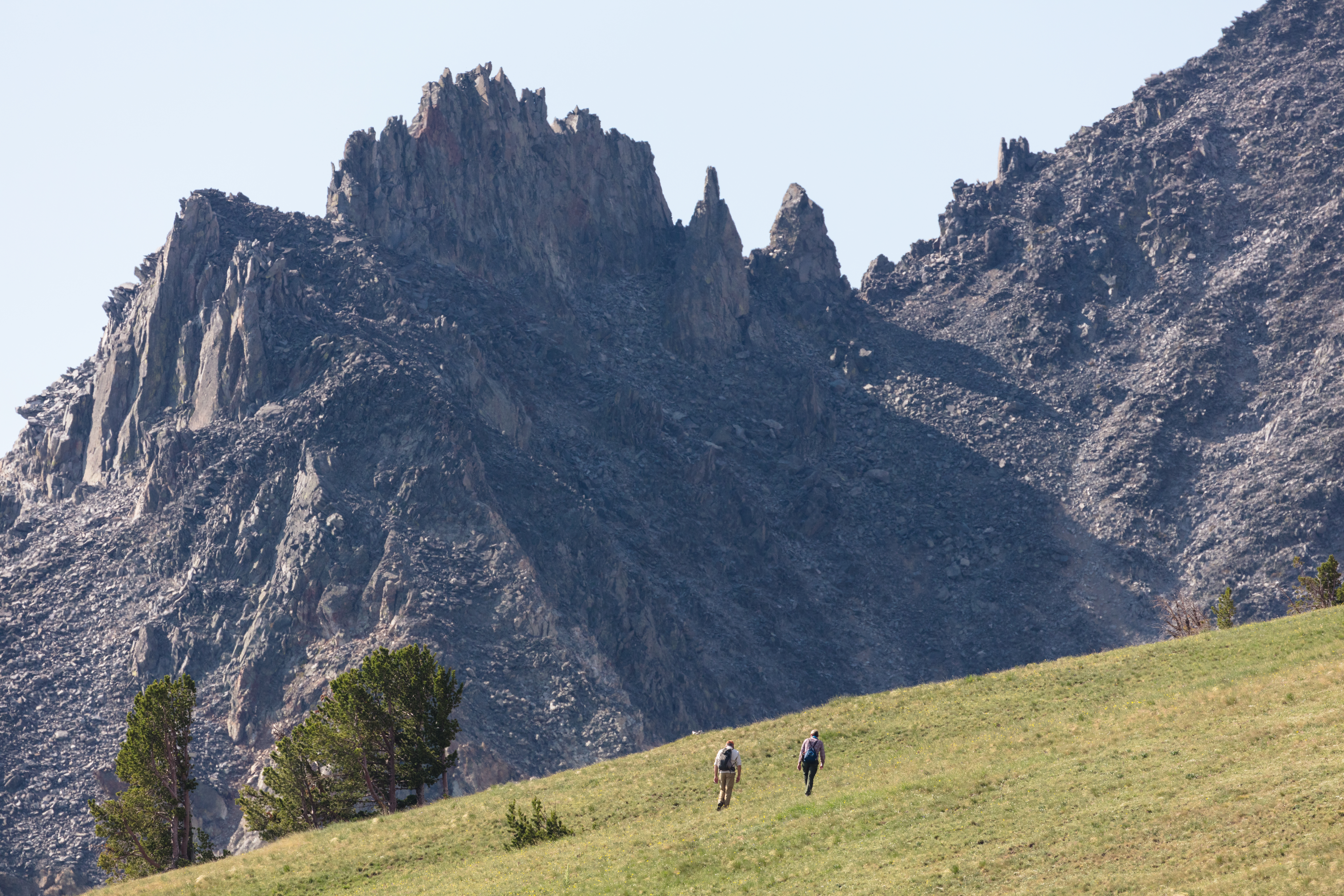
Wanderer auf der Nordseite des Berges
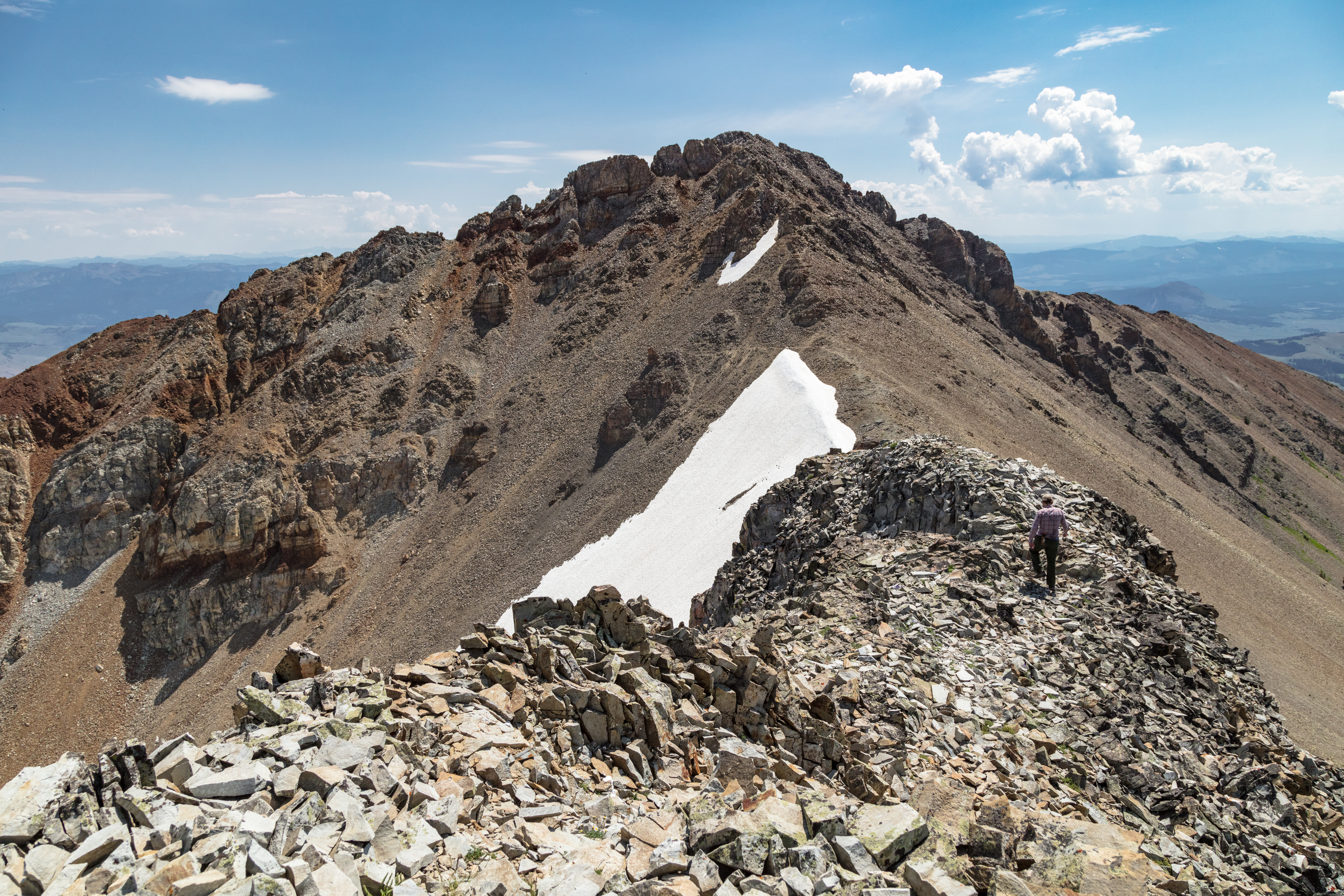
Gipfelkamm des Electric Peak
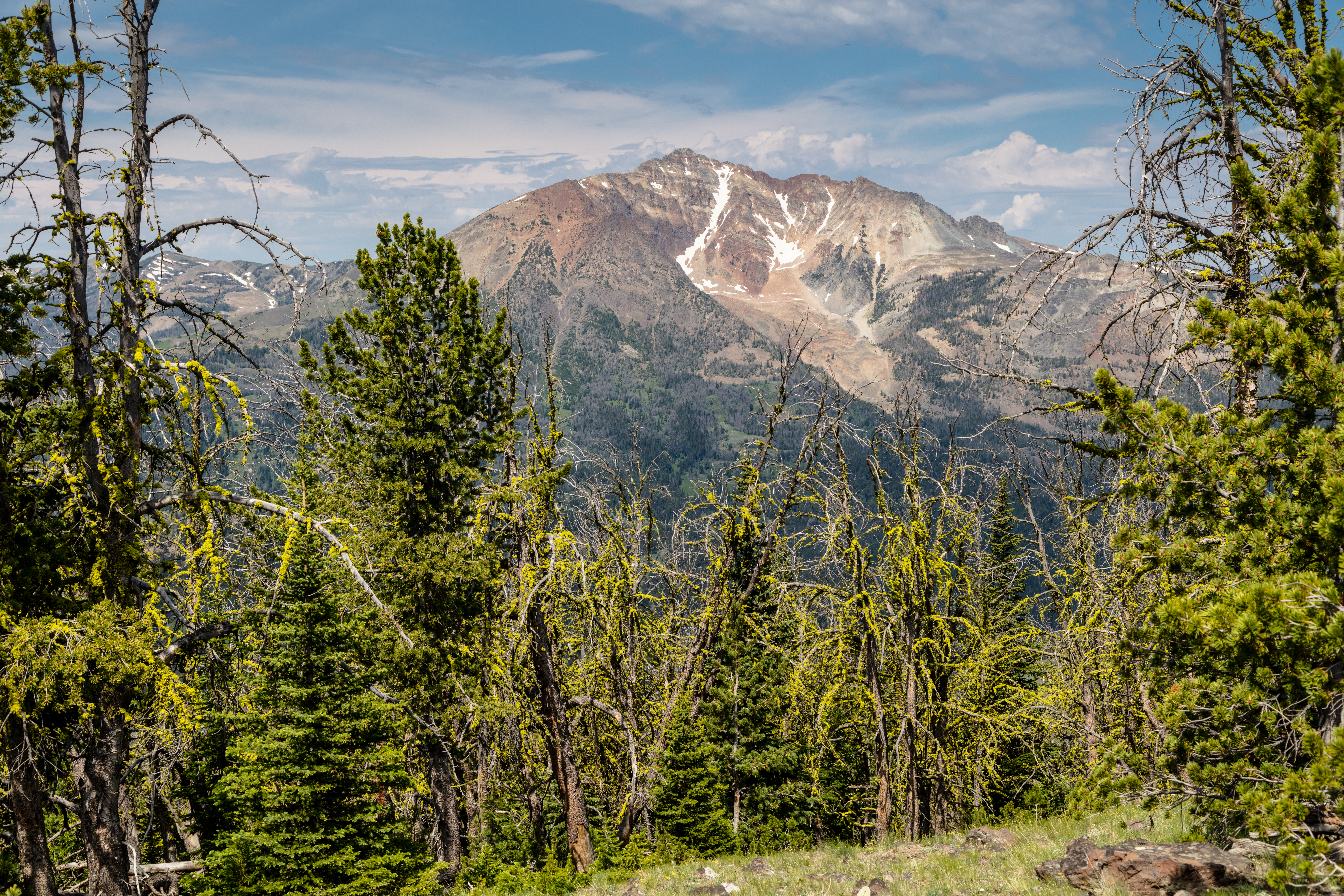
Electric Peak vom Gipfel des Sepulcher Mountain
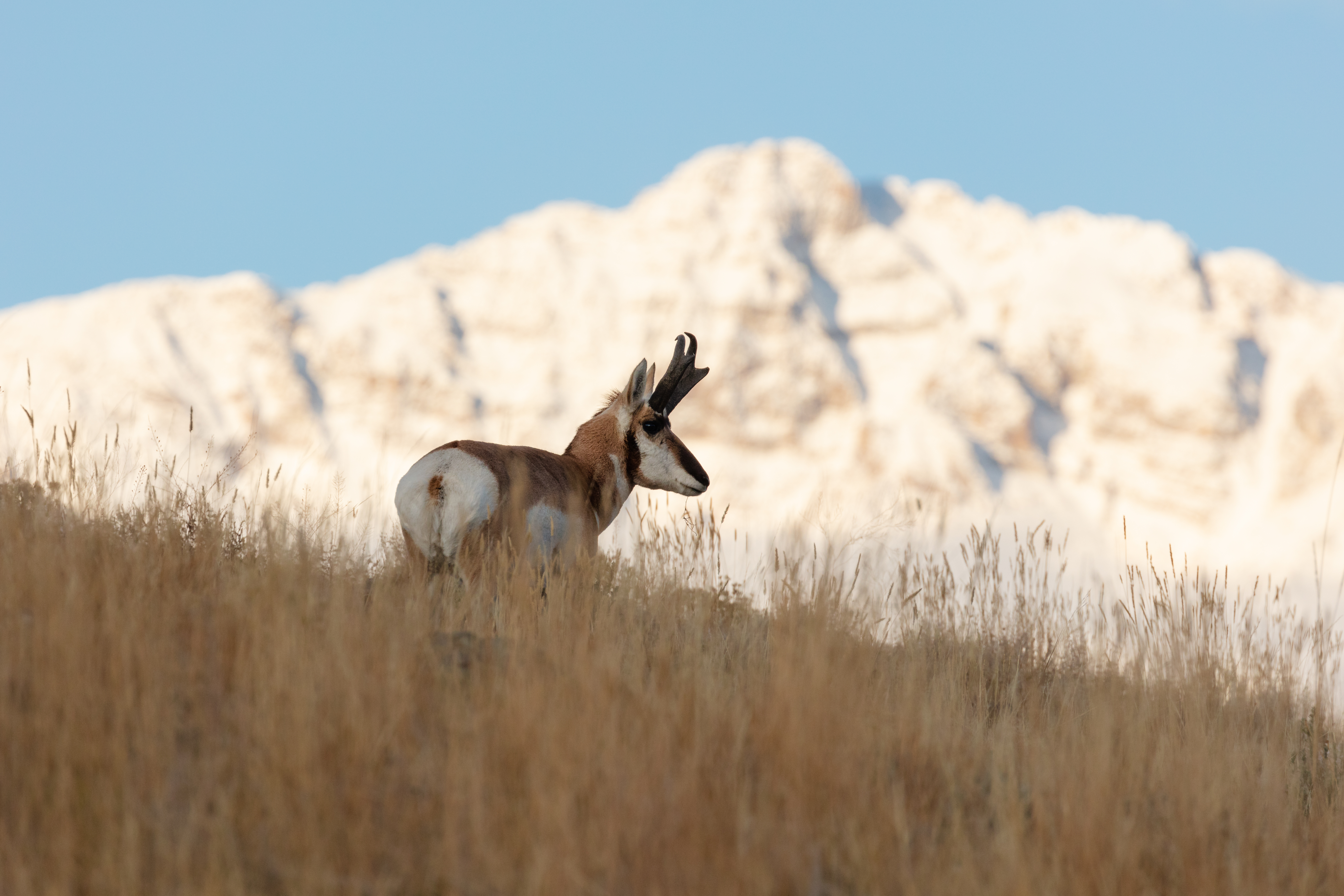
Pronghorn vor dem Electric Peak
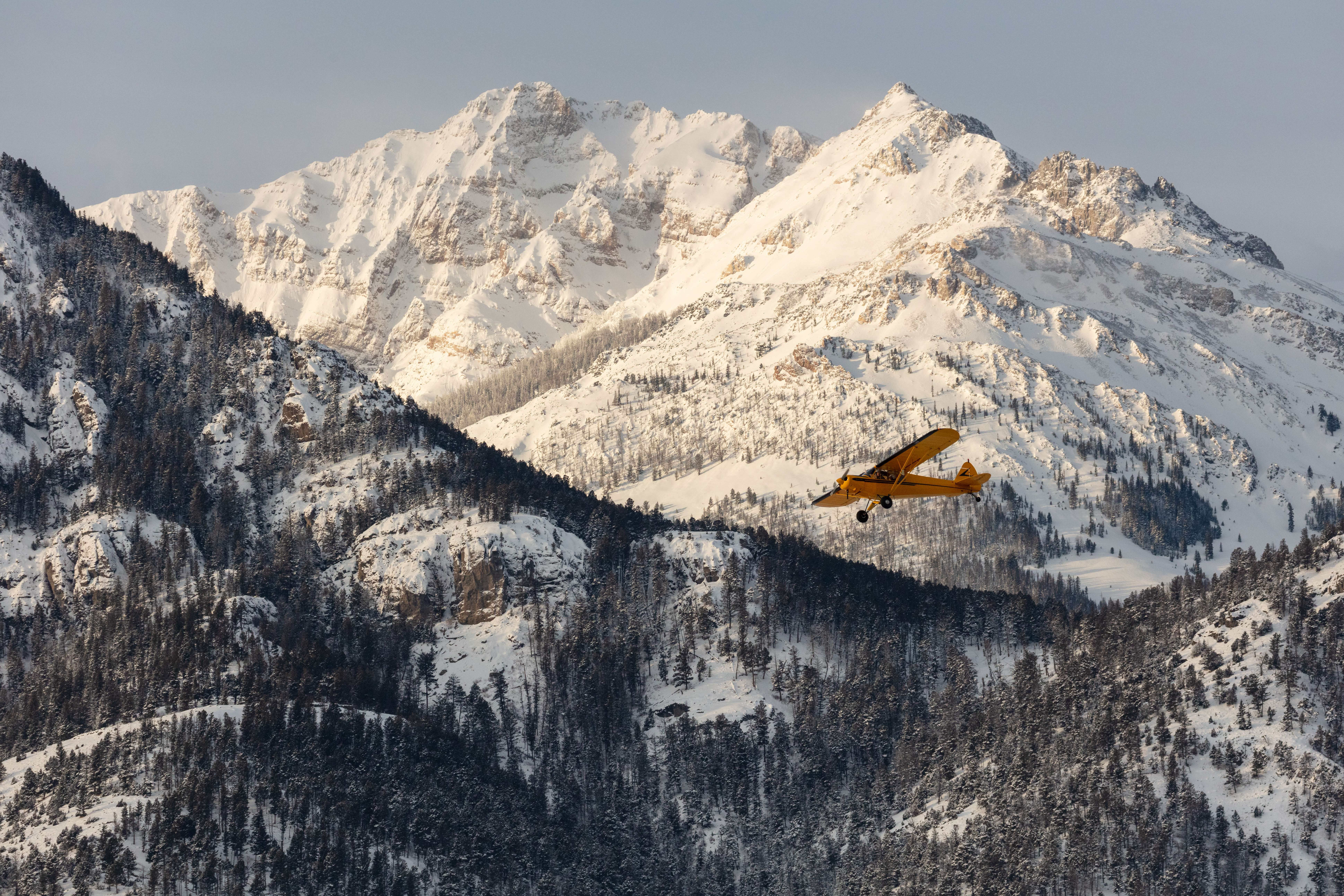
Flugzeug vor dem Electric Peak
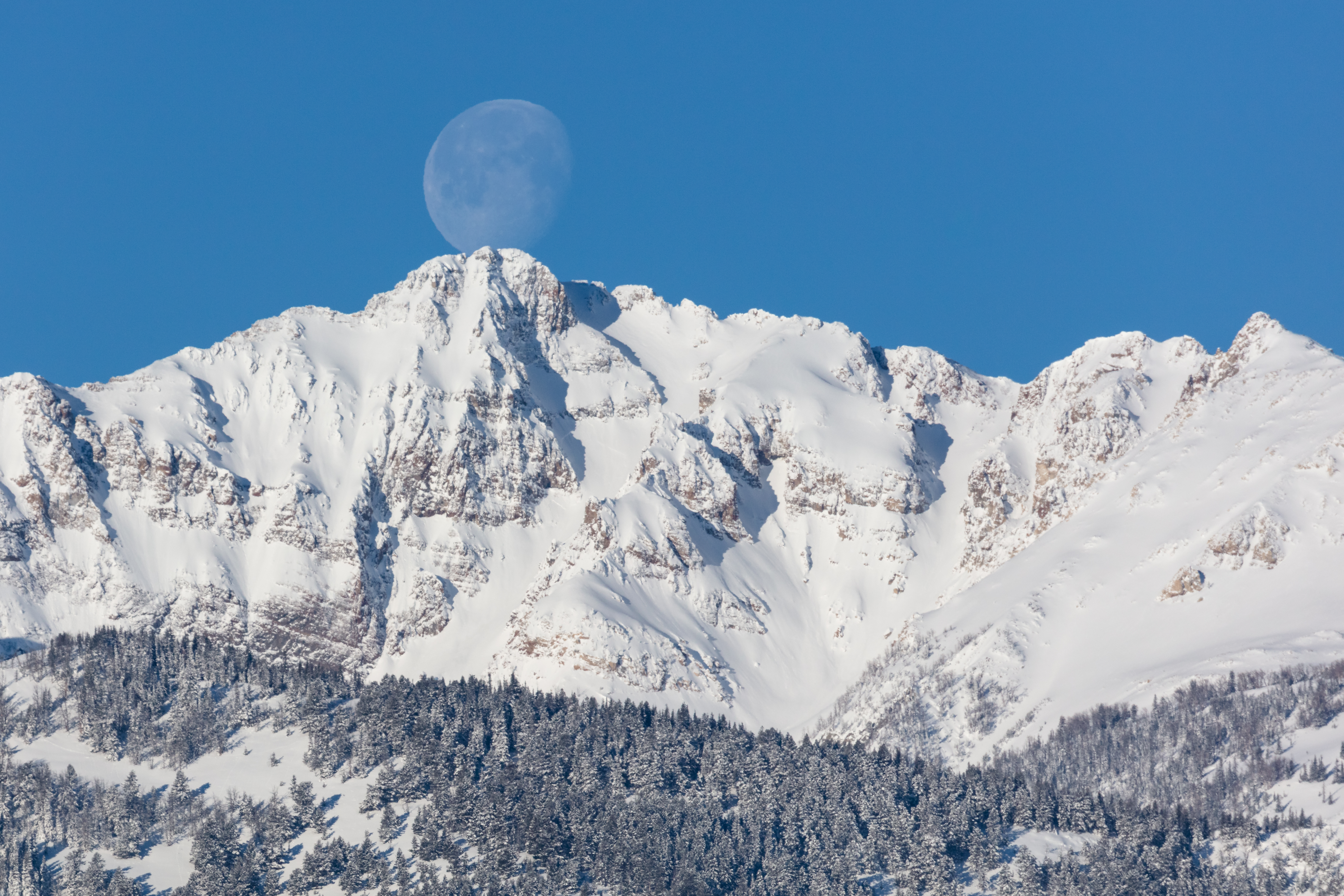